# Peter Larsson (Fußballspieler, 1961)

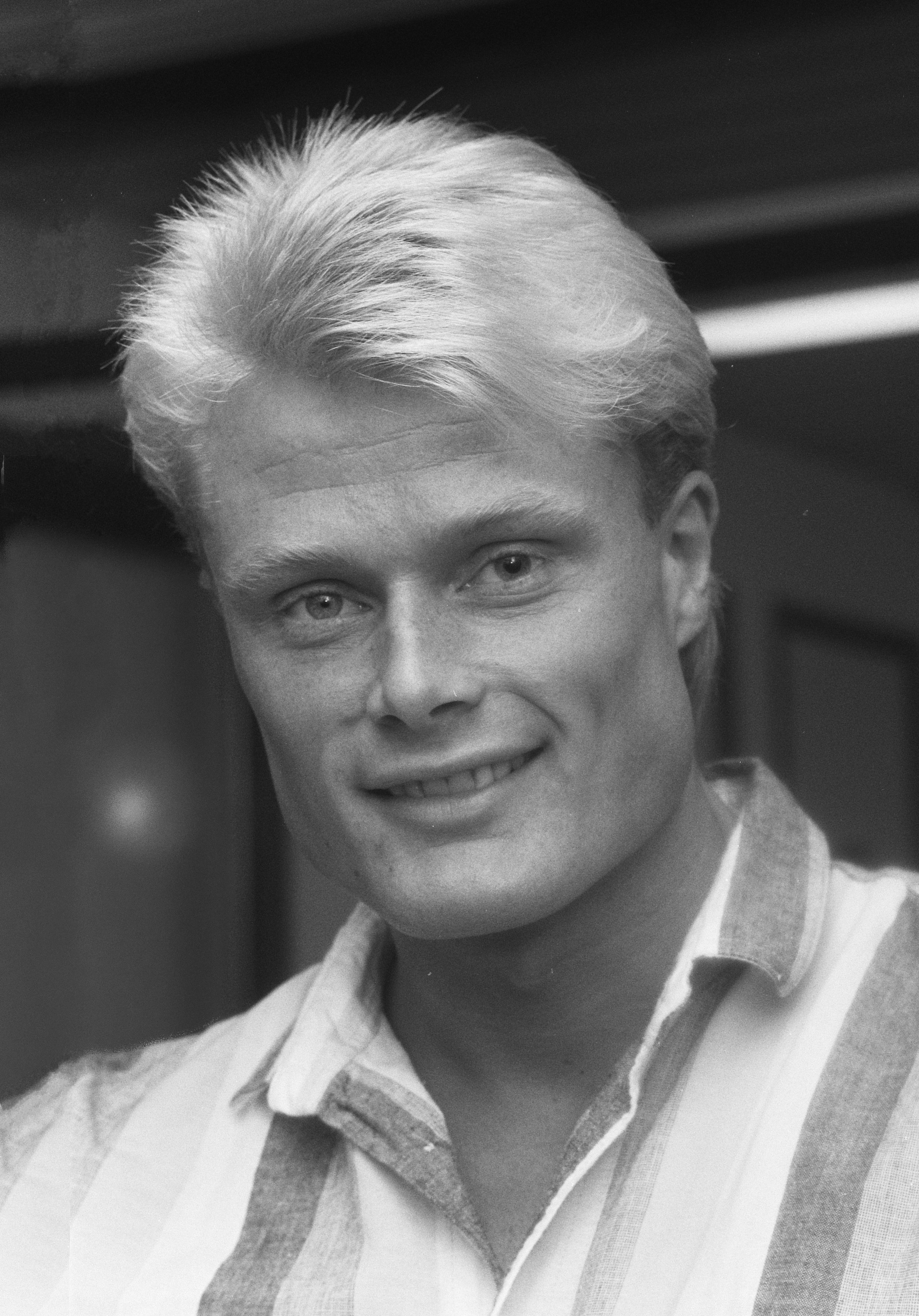
Larsson, 1987

Peter Larsson (* 8. März 1961) ist ein ehemaliger schwedischer Fußballspieler. 1987 wurde er als Schwedens Fußballer des Jahres ausgezeichnet.

## Laufbahn
Larsson spielte in der Jugend bei IF Hallby. 1982 wechselte er zu Halmstads BK, die er nach zwei Spielzeiten in der Allsvenskan in Richtung IFK Göteborg verließ. Hier wurde er gleich in seiner ersten Saison erstmals schwedischer Meister. Im Europapokal der Landesmeister kam der Klub bis ins Halbfinale, schied jedoch trotz eines 3:0-Erfolges im Hinspiel gegen FC Barcelona im Elfmeterschießen aus.
1987 stand er bei beiden Finalspielen um den UEFA-Pokal gegen Dundee United auf dem Platz und konnte nach einem 1:0-Sieg im Hinspiel und einem 1:1-Unentschieden im Rückspiel den Titelgewinn feiern. 
Daraufhin wurde er von Ajax Amsterdam verpflichtet. Hier spielte er von 1987 bis 1991 und gewann 1990 den niederländischen Meistertitel. 1991 kehrte er nach Schweden zurück und unterschrieb bei AIK Solna. 1992 gewann er seinen dritten schwedischen Meistertitel. 1994 ging er für ein Jahr zu Korsnäs IF, ehe er bei Falu BS seine Karriere beendete.
Larsson bestritt zudem zwischen 1983 und 1992 47 Länderspiele für Schweden. Dabei gelangen ihm zwei Tore. Bei der Weltmeisterschaft 1990 absolvierte er alle drei Partien. Da man jedoch sowohl gegen Brasilien (1:2), Schottland (1:2) als auch Costa Rica (1:2) verlor, verlief das Turnier mehr als enttäuschend.

## Erfolge und Auszeichnungen
- UEFA-Pokal-Sieger: 1987
- Schwedischer Meister: 1984, 1987, 1992
- Niederländischer Meister: 1990
- Guldbollen: 1987